# 浅野言朗
浅野 言朗（あさの ことあき、1972年 - ）は、日本の建築家、詩人。

## 経歴
- 1972年 - 東京都生まれ、神奈川県横浜市に育つ。
- 1995年 - 東京大学工学部建築学科卒業
- 1997年 - 東京大学大学院工学系研究科建築学専攻修士課程修了
- 1997年-2005年 - 原広司+アトリエ・ファイ建築研究所勤務
- 2005年 - 浅野言朗建築設計事務所設立

## 主な受賞歴等
- 2007年 - SDレビュー2007入選
- 2009年 - 詩集『2の6乗＝64/窓の分割』で第14回中原中也賞候補（受賞者は川上未映子）、第41回横浜詩人会賞受賞
- 2010年 - SDレビュー2010入選
- 2012年 - 第44回中部建築賞入選
- 2013年 - 日本建築学会作品選集新人賞
- 2017年 - 第12回こども環境学会デザイン奨励賞、iF Design Award 2017, Best Design Awards 2017 Gold Award (Designers Institute of New Zealand), DFA Design for Asia Awards 2017 Silver Award

## 主な展覧会等
- 2015年 - 神戸ビエンナーレ2015
- 2017年 - 亀山トリエンナーレ2017